# Savigny-Poil-Fol
Savigny-Poil-Fol è un comune francese di 138 abitanti situato nel dipartimento della Nièvre nella regione della Borgogna-Franca Contea.

## Società

### Evoluzione demografica
Abitanti censiti